# Vang Hovedgård
Vang Hovedgård er en gammel hovedgård, som nævnes første gang i 1493, som en landsby med navnet Vangstorp. Gården ligger i Sulsted Sogn, Kær Herred, Ålborg Amt, Aalborg Kommune. Hovedbygningen er opført i 1788-1789
Vang Hovedgård Gods er på 225 hektar

## Ejere af Vang Hovedgård
- (1490-1493) Eskil Nielsen Banner
- (1493-1535) Jacob Eskilsen Høg (Banner)
- 1503 Børglumbispen Niels Stygge
- (1535-1557) Just Jacobsen Høg (Banner)
- (1557-1574) Sidsel Clausdatter Bille gift Banner
- (1574-1599) Stygge Justsen Høg (Banner)
- (1599-1629) Just Styggesen Banner
- (1629-1648) Jens Justsen Høg (Banner)
- 1648 Margrethe Holck
- (1648-1695) Gregers Jensen Ulfstand Høg (Banner)
- (1695-1723) Anne Cathrine Maltesdatter Sehested gift Banner
- (1723-1752) Jacob Gregersen Høg Banner
- (1752-1756) Mads de Lasson til Rødslet
- (1756-1766) Peder Ilum til Villerup
- (1766) Mads Pedersen Ilum
- (1766-1767) Peder Ilum
- (1767-1780) Jens Gleerup
- (1780-1819) Severin Jensen Gleerup
- (1819-1839) Niels Severinsen Gleerup
- (1839-1883) Severin Christian Niels Nielsen Gleerup
- (1883-1899) Thmoas Severinsen Gleerup
- (1899-1902) Aalborg Bys og Omegns Sparekasse
- (1902-1912) Sigvard Hoff
- (1912-1914) A. Vadsholt / Chr. Petersen
- (1914-1940) Christian Jensen-Aas
- (1940-1941) Enke Fru Agnes Jensen-Aas
- (1941-1956) Oluf Jensen-Aas
- (1956-1963) Christian Brask
- (1963-1973) Paul Haagensen
- (1973-1983) Svend Adler Graversen
- (1983-) Carl Ejler Rasmussen